# Timo Pielmeier
Timo Pielmeier, né le 7 juillet 1989 à Deggendorf en Allemagne, est un joueur allemand de hockey sur glace professionnel.

## Carrière
Il a été choisi en 83e position au total par les Sharks de San José lors du repêchage d'entrée dans la LNH 2007, alors qu'il évoluait auparavant pour les Kölner Haie dans son championnat national. Outre-Atlantique, il s'est tout d'abord aligné avec les Fog Devils de Saint-Jean de la LHJMQ avant d'être transféré aux Condors de Bakersfield en ECHL. Il appartient actuellement aux Ducks d'Anaheim de la Ligue nationale de hockey.